# Al Khor (thành phố)
Al Khor là một thành phố ven biển ở miền bắc Qatar, nằm 50 km về phía bắc thủ đô Doha. Tên của thành phố có nghĩa là con lạch trong tiếng Ả Rập, ý nghĩa như thị trấn nằm trên một con lạch. Al Khor là nơi có nhiều nhân viên của các ngành công nghiệp dầu vì nó có dầu và khí đốt tự nhiên nằm gần phía bắc của Qatar, và do sự gần gũi với thành phố công nghiệp Ras Laffan.

## Lịch sử
Al Khor đã được cai trị bởi các bộ lạc Al Mohanadi trước khi Qatar độc lập vào năm 1971 và tiếp tục cho đến ngày hôm nay. Người ta tin rằng Al Mohanadi, bộ tộc người sống ở Al Khor đã được thành lập vào thế kỷ 18. Bộ lạc này bao gồm 7 gia đình dân Ả Rập du cư. Ngày nay, phần lớn các công dân Al-Khor là từ bộ lạc đó.

## Điểm tham quan
Al Khor được biết đến với khách sạn và khu nghỉ mát Al-Sultan, một cung điện mà biến thành một khách sạn, và bởi sự tập trung lớn của các nhà thờ Hồi giáo hiện đại và lịch sử. Ngành công nghiệp chính của thành phố là đánh bắt cá. Có một số bãi biển tuyệt vời xung quanh Al Khor, và những bãi biển phía nam của nó như là nhà của nhiều bãi biển thuộc sở hữu của cả cư dân của thành phố và cư dân của Doha.

## Cơ sở vật chất
Do việc mở rộng liên tục tại thành phố công nghiệp Ras Laffan nên số trang thiết bị và dịch vụ có sẵn trong thị trấn nhanh chóng gia tăng. Hiện nay chúng bao gồm:
```
   - 
Bệnh viện đa khoa
 Al Khor
   - Trung tâm 
y tế

   - Các trạm 
cảnh sát
 và 
chữa cháy

   - Trung tâm kiểm nghiệm 
xe cộ

   - Bộ 
Giao thông

   - Một nơi tập trận 
hàng không

   - Một trường dạy 
lái xe

   - Nơi phân loại các cửa hàng có kích thước vừa và nhỏ (bao gồm các 
đồ quang học
, các hiệu thuốc, 
thợ may
, siêu thị,...)
   - Ngày càng có nhiều 
nhà hàng
 và cửa hàng 
thức ăn nhanh

   - Một khu công nghiệp nhỏ 
```

Hiện nay, trung tâm mua sắm đầu tiên của Al Khor đang được xây dựng.